# 宗族制 (華族)
宗族制（そうぞくせい）は、明治時代初期の日本において設けられた、華族を家系ごとの一族である宗族に分類し、その統制をはかるための制度。

## 歴史
明治2年（1869年）6月、版籍奉還によって公家と大名は新たな「華族」という族称を与えられた。明治4年（1871年）10月には明治天皇から華族は全国民のうち貴重の地位にあるものだから、国民に先駆けて一致勤勉の努力をするようにという勅諭が下された。
これを受けて華族の団体である華族会館が設置されたものの、大規模な領域の領主として経済力もあった旧大名と、格式が高いが経済力に乏しい旧公家とは立場も大いに異なっていた。そのため華族会館の運営方針を巡って争いが絶えず、宮内省は明治9年（1876年）3月、華族を華族掛の統制下に置くこととした。5月には右大臣岩倉具視の発案で、華族会館に部長局が設置された。これは華族を六つの部に分けてそれぞれに部長を置き、全体を監督する督部長と副督部長の管轄下に置くというものであった。督部長には岩倉が就き、これらの改革は最終段階を迎えていた秩禄処分によって、華族が没落することを防ぐ目的があった。この際各部の統制のために導入されたのが宗族制である。
これは全華族を先祖を同じくするグループ、宗族に分け、宗族ごとに同じ先祖を祀ることによってその結合を図るというものであった。明治9年8月26日、宮内卿徳大寺実則より、宗族をまとめた『華族類別録』の仮編集版が下付された。これは後に編集を加えられ、明治11年（1878年）10月に公刊された。これによって華族は、神武天皇以降の天皇を先祖とする皇別（第一類から三十六類）、神武天皇以前の諸神を先祖とする神別（第三十七類から七十類）、渡来人を先祖とする外別（第七十一類から七十六類）に大別された。これは『新撰姓氏録』の皇別・神別・諸蕃の区分に従ったものである。ただし、琉球国王であった尚氏（尚泰）、木下家定の子孫であった豊臣姓木下氏（日出藩木下家と足守藩木下家）はこの三別とは別にされている。
宗族においては公家と武家の区別は取られなかった。宗族制の開始とともに、各宗族はお互いを扶助することなどを定めた、宗族の憲法ともいえる宗族条約を締結した。また各宗族内では非常時のために各家が出資して基金を設立することもあった。明治15年（1882年）には太宰府天満宮の宮司西高辻家が華族に列されているが、これは同じ菅原氏の宗族である華族が署名を集めて願い出たためであるという。
部長局は明治15年（1882年）11月に廃止され、華族の統制は宮内省華族局が行うこととなった。明治17年（1884年）の華族令公布後は勲功による新華族が増加したことと、宮内省の統制強化により、宗族制の意味合いは次第に薄れていった。同年12月、宗族制は廃止されたが、その後も先祖祭祀や、基金運用などの面で一部の宗族の結合は存続している。

## 宗族
氏族の表記は華族類別録に従う。

### 皇別
皇別氏族は神武天皇以降の天皇を先祖とする。
| 類     | 先祖                                                                                   | 氏姓     | 華族 | 備考 |
| ------ | -------------------------------------------------------------------------------------- | -------- | --- | ---- |
| 第1類  | 神武天皇曽孫速瓶玉命裔                                                                 | 阿蘇公   | 阿蘇神社宮司阿蘇家 |      |
| 第2類  | 孝霊天皇皇子彦狭島王六代三竝裔                                                         | 越智宿禰 | 旧淀藩主稲葉家 旧館山藩主稲葉家 旧臼杵藩主稲葉家 旧小野藩主一柳家 旧森藩主久留島家 旧小松藩主一柳家 |      |
| 第3類  | 孝元天皇皇子大彦命六代雉子裔                                                           | 安部朝臣 | 堂上倉橋家 旧佐貫藩主阿部家 旧福山藩主阿部家 旧三春藩主秋田家 旧棚倉藩主阿部家 堂上土御門家 旧田辺藩主安藤家 旧磐城平藩主安藤家 |      |
| 第4類  | 孝元天皇皇子彦太忍信命四代大臣武内裔                                                   | 紀宿禰   | 旧佐倉藩主堀田家 旧近江宮川藩主堀田家 旧佐野藩主堀田家 |      |
| 第5類  | 孝元天皇皇子彦太忍信命十一代蝙蝠裔                                                     | 田口朝臣 | 旧長岡藩主牧野家 旧丹後田辺藩主牧野家 旧笠間藩主牧野家 旧小諸藩主牧野家 旧三根山藩主牧野家 |      |
| 第6類  | 垂仁天皇皇子於知別命後今雄裔                                                           | 小槻朝臣 | 堂上壬生家 |      |
| 第7類  | 宣化天皇皇曾孫多治比古王子左大臣島裔                                                   | 多治真人 | 旧麻田藩主青木家 旧大田原藩主大田原家 旧黒羽藩主大関家 旧常陸松岡藩主中山家 旧久留里藩主黒田家 |      |
| 第8類  | 天武天皇皇子一品舎人親王孫右大臣夏野裔                                                 | 清原朝臣 | 堂上澤家 堂上船橋家 堂上伏原家 旧田原本藩主平野家 |      |
| 第9類  | 天武天皇皇子一品舎人親王曾孫長谷裔                                                     | 中原朝臣 | 旧津藩主藤堂家 旧久居藩主藤堂家 |      |
| 第10類 | 桓武天皇皇子式部卿葛原親王子大納言高棟裔                                               | 平朝臣   | 堂上長谷家 堂上交野家 堂上平松家 堂上西洞院家 堂上石井家 奈良華族梶野家 奈良華族小松家 |      |
| 第11類 | 桓武天皇皇子式部卿葛原親王孫上総介高望裔                                               | 平朝臣   | 旧新庄藩主戸沢家 旧相馬藩主相馬家 旧狭山藩主北条家 旧大和新庄藩主永井家 旧加納藩主永井家 旧高槻藩主永井家 旧三上藩主東家 旧美作勝山藩主三浦家 旧天童藩主織田家 旧柏原藩主織田家 旧芝村藩主織田家 旧柳本藩主織田家 旧亀田藩主岩城家 専修寺門主常盤井家                                                                                          |      |
| 第12類 | 桓武天皇皇子右近衛大将安世裔                                                           | 良峰朝臣 | 旧二本松藩主丹羽家 |      |
| 第13類 | 嵯峨天皇皇子左大臣融裔                                                                 | 源朝臣   | 旧平戸藩主松浦家 旧平戸新田藩主松浦家 旧伯太藩主渡辺家 |      |
| 第14類 | 清和天皇皇子式部卿貞保親王孫滋氏裔                                                     | 滋野朝臣 | 旧松代藩主真田家 旧岡部藩主安部家 |      |
| 第15類 | 清和天皇皇子常陸大守貞純親王子鎮守府将軍経基八代右近衛大将頼朝裔                       | 源朝臣   | 功臣島津家 旧薩摩藩主島津家 旧佐土原藩主島津家 旧柳川藩主立花家 旧三池藩主立花家 旧志筑藩主本堂家 |      |
| 第16類 | 清和天皇皇子常陸大守貞純親王子鎮守府将軍経基支裔                                       | 源朝臣   | 旧鶴牧藩主水野家 旧沼津藩主水野家 旧結城藩主水野家 旧山形藩主水野家 旧安中藩主水野家 旧小泉藩主片桐家 旧諏訪藩主諏訪家 旧鳥羽藩主稲垣家 旧山上藩主稲垣家 |      |
| 第17類 | 清和天皇皇子常陸大守貞純親王子鎮守府将軍経基五代左衛門尉頼親裔                         | 源朝臣   | 旧仁正寺藩主市橋家 旧丹南藩主高木家 旧菰野藩主土方家 |      |
| 第18類 | 清和天皇皇子常陸大守貞純親王子鎮守府将軍経基七代従三位頼政裔                           | 源朝臣   | 旧高崎藩主大河内家 旧三河吉田藩主大河内家 旧大多喜藩主大河内家 旧掛川藩主太田家 |      |
| 第19類 | 清和天皇皇子常陸大守貞純親王子鎮守府将軍経基三代摂津守頼光支裔                         | 源朝臣   | 旧広島藩主浅野家 旧古河藩主土井家 旧刈谷藩主土井家 旧大野藩主土井家 旧沼田藩主土岐家 旧長瀞藩主米津家 旧高取藩主植村家 旧岡藩主中川家 |      |
| 第20類 | 清和天皇皇子常陸大守貞純親王子鎮守府将軍経基七代右馬允泰政裔                           | 源朝臣   | 旧岡山藩主池田家 旧鳥取藩主池田家 旧鴨方藩主池田家 旧生坂藩主池田家 旧鹿奴藩主池田家 旧若桜藩主池田家 旧福本藩主池田家 |      |
| 第21類 | 清和天皇皇子常陸大守貞純親王子鎮守府将軍経基四代従四位下頼季裔                         | 源朝臣   | 旧高岡藩主井上家 旧下妻藩主井上家 旧飯野藩主保科家 旧斗南藩主松平家 |      |
| 第22類 | 清和天皇皇子常陸大守貞純親王子鎮守府将軍経基五代陸奥守義家支裔                         | 源朝臣   | 旧赤穂藩主森家 旧三日月藩主森家 旧川越藩主松井家 旧伊勢亀山藩主石川家 旧下館藩主石川家 |      |
| 第23類 | 清和天皇皇子常陸大守貞純親王子鎮守府将軍経基五代甲斐守義光裔                           | 源朝臣   | 堂上竹内家 旧郡山藩主柳沢家 旧三日市藩主柳沢家 旧黒川藩主柳沢家 旧久保田藩主佐竹家 旧岩崎藩主佐竹家 旧盛岡藩主南部家 旧小倉藩主小笠原家 旧安志藩主小笠原家 旧千束藩主小笠原家 旧唐津藩主小笠原家 旧越前勝山藩主小笠原家 旧新発田藩主溝口家 旧松前藩主松前家 旧福江藩主五島家                                                                   |      |
| 第24類 | 清和天皇皇子常陸大守貞純親王子鎮守府将軍経基七代大炊助義重支裔                         | 源朝臣   | 旧府内藩主大給家 旧奥殿藩主大給家 旧西尾藩主松平家 旧岩村藩主松平家 旧小諸藩主松平家 旧杵築藩主松平家 旧尼崎藩主桜井家 旧杵築藩主松平家 旧上田藩主松平家 旧島原藩主松平家 旧丹波亀山藩主松平家 旧小島藩主瀧脇家 旧上山藩主松平家 旧村岡藩主山名家                                                                                              |      |
| 第25類 | 清和天皇皇子常陸大守貞純親王子鎮守府将軍経基八代義季十六代太政大臣家康裔               | 源朝臣   | 旧尾張藩主徳川家 旧紀州藩主徳川家 旧静岡藩主徳川家 旧松川藩主松平家 旧水戸藩主徳川家 御三卿徳川家 御三卿清水家 御三卿一橋家 旧高須藩主松平家 旧西条藩主松平家 旧高松藩主松平家 旧常陸府中藩主松平家 旧常陸宍戸藩主松平家 旧浜田藩主松平家 |      |
| 第26類 | 清和天皇皇子常陸大守貞純親王子鎮守府将軍経基八代義季十六代太政大臣家康男権中納言秀康裔 | 源朝臣   | 旧福井藩主松平家 旧津山藩主松平家 旧松江藩主松平家 旧前橋藩主松平家 旧明石藩主松平家 旧糸魚川藩主松平家 旧広瀬藩主松平家 旧母里藩主松平家 |      |
| 第27類 | 清和天皇皇子常陸大守貞純親王子鎮守府将軍経基八代義季九代親氏男広親裔                   | 源朝臣   | 旧庄内藩主酒井家 旧出羽松山藩主酒井家 旧姫路藩主酒井家 旧伊勢崎藩主酒井家 旧小浜藩主酒井家 旧安房勝山藩主酒井家 旧敦賀藩主酒井家 |      |
| 第28類 | 清和天皇皇子常陸大守貞純親王子鎮守府将軍経基八代陸奥守義康裔                           | 源朝臣   | 旧高田藩主榊原家 旧三草藩主丹羽家 旧花房藩主西尾家 旧土浦藩主土屋家 旧須坂藩主奥田家 旧備中松山藩主板倉家 旧安中藩主板倉家 福島藩主板倉家 庭瀬藩主板倉家 旧喜連川藩主足利家 |      |
| 第29類 | 清和天皇皇子常陸大守貞純親王子鎮守府将軍経基八代陸奥守義康曾孫義季裔                   | 源朝臣   | 旧熊本藩主細川家 旧高瀬藩主細川家 旧宇土藩主細川家 旧谷田部藩主細川家 |      |
| 第30類 | 清和天皇皇子常陸大守貞純親王子鎮守府将軍経基八代陸奥守義康八代修理大夫高経裔           | 源朝臣   | 旧阿波藩主蜂須賀家 |      |
| 第31類 | 宇多天皇皇子式部卿敦実親王子左大臣雅信裔                                               | 源朝臣   | 堂上慈光寺家 堂上五辻家 堂上綾小路家 旧福岡藩主黒田家 旧秋月藩主黒田家 堂上大原家 旧丸亀藩主京極家 旧多度津藩主京極家 旧豊岡藩主京極家 旧峰山藩主京極家 旧福知山藩主朽木家 旧田原藩主三宅家 堂上庭田家 奈良華族西五辻家 旧成羽藩主山崎家 旧津和野藩主亀井家 旧林田藩主建部家 旧山家藩主谷家 旧佐伯藩主毛利家 旧今尾藩主竹腰家 旧生実藩主森川家 |      |
| 第32類 | 村上天皇皇子中務卿具平親王子右大臣師房裔                                               | 源朝臣   | 堂上岩倉家 堂上六条家 堂上中院家 堂上久我家 堂上梅渓家 堂上愛宕家 堂上東久世家 堂上植松家 堂上千種家 岩倉家分家岩倉家 堂上久世家 堂上梅渓家 旧中津藩主奥平家 久我家分家北畠家 旧忍藩主松平家 奈良華族南岩倉家 旧関宿藩主久世家 旧久留米藩主有馬家 旧丸岡藩主有馬家                                                                             |      |
| 第33類 | 花山院天皇皇子弾正尹清仁親王子神祇伯延信王裔                                           | 源朝臣   | 堂上白川家 |      |
| 第34類 | 後伏見院天皇皇子長助法親王裔                                                           | 無姓尸   | 英彦山神宮宮司高千穂家 |      |
| 第35類 | 正親町院天皇皇孫式部卿智仁親王子権大納言忠幸裔                                         | 源朝臣   | 堂上広幡家 |      |
| 第36類 | 平重尚裔                                                                               | 平朝臣   | 旧対馬藩主宗家 |      |

### 神別
神別氏族は、神武天皇以前の諸神を先祖とする。
| 類     | 先祖                                               | 氏姓       | 華族 | 備考 |
| ------ | -------------------------------------------------- | ---------- | --- | ---- |
| 第37類 | 天照国照彦火明命三十二代稲置見裔                   | 尾張宿禰   | 熱田神宮宮司千秋家 |      |
| 第38類 | 天穂日命後出雲国造宮向裔                           | 出雲臣     | 出雲大社宮司・出雲国造北島家 出雲大社宮司・出雲国造千家家 |      |
| 第39類 | 天穂日命後従五位下古人裔                           | 菅原朝臣   | 堂上清岡家 堂上高辻家 堂上五条家 堂上唐橋家 堂上桒原家 旧加賀藩主前田家 旧富山藩主前田家 旧大聖寺藩主前田家 旧七日市藩主前田家 旧柳生藩主柳生家 旧松山藩主久松家 旧今治藩主久松家 旧桑名藩主松平家 旧多古藩主久松家 堂上東坊城家 |      |
| 第40類 | 天穂日命後従三位音人裔                             | 大江朝臣   | 旧長州藩主毛利家 堂上北小路家 地下家北小路家 旧長府藩主毛利家 旧清末藩主毛利家 旧徳山藩主毛利家 功臣木戸家 |      |
| 第41類 | 火明命後津守連豊吾田裔                             | 津守宿禰   | 住吉大社宮司津守家 |      |
| 第42類 | 天兒屋根命後内大臣鎌足十七代摂政関白太政大臣忠通裔 | 藤原朝臣   | 堂上九条家 堂上醍醐家 堂上富小路家 旧津軽藩主津軽家 旧黒石藩主津軽家 旧吉井藩主吉井家 堂上鷹司家 旧犬山藩主成瀬家 旧西大平藩主大岡家 旧岩槻藩主大岡家 堂上松園家 奈良華族水谷川家 堂上一条家 堂上二条家 仏光寺法主渋谷家 堂上花園家 奈良華族相楽家 堂上近衛家 |      |
| 第43類 | 内大臣鎌足孫左大臣武智麻呂裔                       | 藤原朝臣   | 堂上高丘家 堂上中園家 堂上藪家 旧飫肥藩主伊東家 旧岡田藩主伊東家 旧本荘藩主六郷家 旧浅尾藩主蒔田家 旧園部藩主小出家 旧小見川藩主内田家 旧岸和田藩主岡部家 旧大溝藩主分部家 旧人吉藩主相良家 |      |
| 第44類 | 内大臣鎌足孫左大臣武智麻呂二十一代左衛門尉経義裔   | 藤原朝臣   | 旧岩国藩主吉川家 |      |
| 第45類 | 内大臣鎌足曾孫左大臣魚名裔                         | 藤原朝臣   | 堂上山科家 堂上油小路家 堂上四条家 旧佐賀藩主鍋島家 堂上鷲尾家 旧土佐藩主山内家 堂上西大路家 堂上八条家 堂上櫛笥家 旧延岡藩主内藤家 旧小城藩主鍋島家 旧岩村田藩主内藤家 旧鹿島藩主鍋島家 山科家分家若王子家 旧長島藩主増山家 旧土佐新田藩主山内家 旧鳥羽藩主内藤家 旧蓮池藩主鍋島家 旧湯長谷藩主内藤家 奈良華族河辺家 奈良華族杉渓家 旧新見藩主関家 旧麻生藩主新庄家 旧挙母藩主内藤家 旧小久保藩主田沼家 |      |
| 第46類 | 内大臣鎌足曾孫左大臣魚名四代越前守高房裔           | 藤原朝臣   | 旧仙台藩主伊達家 旧水口藩主加藤家 旧大洲藩主加藤家 旧新谷藩主加藤家 旧鯖江藩主間部家 旧出石藩主仙石家 旧宇和島藩主伊達家 旧飯田藩主堀家 旧苗木藩主遠山家 旧吉田藩主伊達家 |      |
| 第47類 | 内大臣鎌足六代従三位真夏裔                         | 藤原朝臣   | 堂上竹屋家 堂上三室戸家 堂上北小路家 堂上柳原家 堂上豊岡家 堂上勘解由小路家 堂上裏松家 堂上日野家 東本願寺法主大谷家 西本願寺法主大谷家 堂上日野西家 堂上烏丸家 堂上広橋家 錦織寺法主木辺家 奈良華族南家 堂上外山家 |      |
| 第48類 | 内大臣鎌足七代権大納言長良裔                       | 藤原朝臣   | 堂上堀河家 旧丸岡藩主有馬家 旧大村藩主大村家 堂上高倉家 堂上樋口家 奈良華族藤大路家 |      |
| 第49類 | 内大臣鎌足七代内舎人良門裔                         | 藤原朝臣   | 堂上中御門家 堂上万里小路家 堂上坊城家 旧彦根藩主井伊家 堂上葉室家 旧米沢藩主上杉家 堂上堤家 堂上清閑寺家 堂上甘露寺家 堂上勧修寺家 旧与板藩主井伊家 堂上穂波家 堂上芝山家 堂上松崎家 奈良華族芝小路家 奈良華族粟田口家 奈良華族竹園家 奈良華族今園家 奈良華族長尾家 旧岡藩主中川家 奈良華族鷺原家 奈良華族穂穙家 旧米沢新田藩主上杉家 堂上梅小路家 堂上池尻家 堂上岡崎家                                |      |
| 第50類 | 内大臣鎌足九代左大臣時平裔                         | 藤原朝臣   | 旧矢島藩主生駒家 |      |
| 第51類 | 内大臣鎌足十代左大臣師尹裔                         | 藤原朝臣   | 旧綾部藩主九鬼家 旧三田藩主九鬼家 旧壬生藩主鳥居家 |      |
| 第52類 | 内大臣鎌足十一代関白太政大臣兼通裔                 | 藤原朝臣   | 旧岡崎藩主本多家 旧白河藩主本多家 旧泉藩主本多家 旧山崎藩主本多家 旧膳所藩主本多家 旧西端藩主本多家 旧長尾藩主本多家 旧飯山藩主本多家 |      |
| 第53類 | 内大臣鎌足十一代太政大臣公季六代太政大臣実行裔     | 藤原朝臣   | 堂上三条家 堂上嵯峨家 堂上園池家 堂上押小路家 堂上滋野井家 堂上風早家 旧松本藩主戸田家 堂上阿野家 堂上花園家 堂上高松家 堂上武者小路家 堂上姉小路家 堂上三条西家 堂上河鰭家 旧大垣藩主戸田家 旧宇都宮藩主戸田家 旧高徳藩主戸田家 旧足利藩主戸田家 奈良華族北大路家 奈良華族鹿園家 |      |
| 第54類 | 内大臣鎌足十一代太政大臣公季六代権中納言通季裔     | 藤原朝臣   | 堂上正親町家 堂上梅園家 堂上四辻家 堂上裏辻家 堂上橋本家 堂上清水谷家 堂上小倉家 堂上西四辻家 堂上菊亭家 堂上山本家 堂上大宮家 奈良華族北河原家 山本家分家玉松家 奈良華族芝亭家 堂上西園寺家 |      |
| 第55類 | 内大臣鎌足十一代太政大臣公季六代左大臣実能裔       | 藤原朝臣   | 堂上徳大寺家 |      |
| 第56類 | 内大臣鎌足十二代摂政内大臣道隆裔                   | 藤原朝臣   | 堂上山井家 堂上町尻家 堂上桜井家 堂上七条家 堂上水無瀬家 奈良華族太秦家 |      |
| 第57類 | 内大臣鎌足十二代関白右大臣道兼裔                   | 藤原朝臣   | 旧小田原藩主大久保家 旧烏山藩主大久保家 旧館林藩主秋元家 旧荻野山中藩主大久保家 |      |
| 第58類 | 内大臣鎌足十三代右大臣頼宗裔                       | 藤原朝臣   | 堂上松木家 堂上六角家 堂上石野家 堂上園家 堂上壬生家 堂上高野家 堂上東園家 堂上石山家 堂上持明院家 |      |
| 第59類 | 内大臣鎌足十三代権大納言長家裔                     | 藤原朝臣   | 堂上冷泉家 堂上冷泉家 堂上入江家 奈良華族松林家 堂上藤谷家 |      |
| 第60類 | 内大臣鎌足十三代摂政関白師実裔                     | 藤原朝臣   | 堂上中御門家 堂上大炊御門家 堂上野宮家 堂上飛鳥井家 堂上難波家 堂上花山院家 旧篠山藩主青山家 奈良華族藤枝家 堂上今城家 旧郡上藩主青山家 |      |
| 第61類 | 中務少輔安治裔                                     | 藤原朝臣   | 旧龍野藩主脇坂家 |      |
| 第62類 | 遠江守久通裔                                       | 藤原朝臣   | 旧一宮藩主加納家 |      |
| 第63類 | 贈右大臣利通男                                     | 藤原朝臣   | 功臣大久保家 |      |
| 第64類 | 天兒屋根命後加多能子裔                             | 大中臣朝臣 | 堂上藤波家 伊勢神宮宮司河辺家 |      |
| 第65類 | 天兒屋根命後大雷命子真根子命裔                     | 卜部朝臣   | 堂上萩原家 堂上錦織家 堂上藤井家 堂上吉田家 |      |
| 第66類 | 天葺根命後祭主春日守裔                             | 出雲臣     | 日御碕神社宮司小野家 |      |
| 第67類 | 饒速日命後於琴裔                                   | 物部連     | 物部神社宮司、石見国造金子家 |      |
| 第68類 | 饒速日命後従五位下氏道裔                           | 有道宿禰   | 旧高富藩主本荘家 旧宮津藩主本荘家 |      |
| 第69類 | 菟狭津彦命後大宮司武雄裔                           | 宇佐宿禰   | 宇佐八幡宮宮司宮成家 宇佐八幡宮宮司到津家 |      |
| 第70類 | 従五位下行義裔                                     | 紀朝臣     | 日前・國懸両神宮宮司、紀伊国造紀家 |      |

### 外別
外別氏族は渡来人を先祖とする。
| 類     | 先祖                       | 氏姓       | 華族             | 備考 |
| ------ | -------------------------- | ---------- | ---------------- | ---- |
| 第71類 | 後漢霊帝後大納言田村麻呂裔 | 坂上朝臣   | 旧一関藩主田村家 |      |
| 第72類 | 後漢霊帝後征西将軍春実裔   | 大蔵朝臣   | 旧高鍋藩主秋月家 |      |
| 第73類 | 後漢霊帝後針博士康頼裔     | 丹波朝臣   | 堂上錦小路家     |      |
| 第74類 | 百済国琳聖太子後正恒裔     | 多々良朝臣 | 旧牛久藩主山口家 |      |

### その他
| 類     | 先祖           | 氏姓     | 華族                            | 備考 |
| ------ | -------------- | -------- | ------------------------------- | ---- |
| 第75類 | 肥後守俊定裔   | 豊臣朝臣 | 旧足守藩主木下家 日出藩主木下家 |      |
| 第76類 | 中山王尚思紹裔 | 尚       | 旧琉球藩王尚家                  |      |